# Direktvergabe
Eine Direktvergabe ist eine Vergabe eines öffentlichen Auftrags (insbesondere eines Verkehrsvertrages) an einen bestimmten Auftragnehmer, in der Regel ein Verkehrsunternehmen, ohne vorherige Durchführung eines wettbewerblichen Vergabeverfahrens. Grundlage für eine Direktvergabe ist in der Regel das Vorliegen eines Alleinstellungsmerkmals, d. h. der Umstand, dass die zu erbringende Leistung ausschließlich von einem Marktteilnehmer erbracht werden kann.